# Jorge de Austria
Jorge de Austria (¿Gante, 1504? – Lieja, 4 de mayo de 1557), arzobispo de Valencia, príncipe-obispo de Lieja. Hijo natural de Maximiliano I de Habsburgo, emperador del Sacro Imperio Romano Germánico, y quizá de Margareta Von Edelsheim o de Ana de Helfenstein, amantes del emperador en aquellos años, y de las que tuvo diversos hijos.

## Carrera eclesiástica
Sucedió a Érard de La Marck (1520-1538) el 27 de marzo de 1538, al ser nombrado arzobispo de Valencia por el papa Pablo III, de la influyente familia italiana de los  Farnesio, a petición de su sobrino el emperador Carlos V de Habsburgo. Llegó a Valencia en 1539, siendo solo diácono. Poco después recibió el presbiterado, y al día siguiente fue consagrado obispo.

## Pontificado en Valencia
Desde el principio, Jorge de Austria mostró un gran interés por los moriscos, intentando que fuesen evangelizados. Buscó predicadores dominicos para que dentro de su archidiócesis les atrajesen a la fe cristiana. A pesar de los esfuerzos, fueron pocos los resultados obtenidos. Promulgó unas Instructions e ordinacions per als novament convertits del regne de Valencia, para facilitar la catequización de los cristianos nuevos. Estas Ordenacions intentaron que los párrocos residiesen en sus parroquias y diesen ejemplo con sus buenas costumbres a los demás. Era una pastoral basada en la caridad fraterna.
La mayor parte del tiempo que permaneció en su archidiócesis, la pasó en Villar de Benaduf (Villar del Arzobispo desde 1795). 
Tuvo por obispo auxiliar a Miquel Maiques, gobernador eclesiástico durante las ausencias de Jorge de Austria; fraile agustino, teólogo y jurista, que acabó siendo arzobispo de Sácer en el reino de Cerdeña, entonces dominio de la Corona de Aragón en el Mediterráneo.

## Príncipe-obispo de Lieja
En 1543 fue llamado a los Países Bajos por su sobrina, la reina viuda María de Hungría, gobernadora de aquellos Estados. Marchó hacia el principado de Lieja, un principado independiente enclavado en medio de las Diecisiete Provincias, donde fue nombrado príncipe-obispo de Lieja por el papa Paulo III. Renunció al arzobispado de Valencia en 1544 y fue sucedido por Tomás de Villanueva.
Apoyó a su sobrino Carlos I durante la Guerra italiana de 1551-1559. Lo que supuso la invasión francesa del principado, los cuales tomaron Buillon en 1552 y Couvin en 1554, villas devueltas al principado en 1559 con la Paz de Cateau-Cambrésis, siendo Príncipe obispo Roberto de Berghes.